# Neoguraleus huttoni
Neoguraleus huttoni é uma espécie de gastrópode do gênero Neoguraleus, pertencente a família Mangeliidae.